# Georgisk tid
| Tidszoner i Europa |                      |                                                                                                |                   |
|                    | GMT WET              | Greenwichtid Västeuropeisk tid                                                                 | UTC±0 UTC±0       |
|                    | GMT WET WEST BST IST | Greenwichtid Västeuropeisk tid Västeuropeisk sommartid Brittisk sommartid Irländsk standardtid | UTC±0 UTC±0 UTC+1 |
|                    | CET CEST             | Centraleuropeisk tid Centraleuropeisk sommartid                                                | UTC+1 UTC+2       |
|                    | EET KALT             | Östeuropeisk tid Kaliningradtid                                                                | UTC+2             |
|                    | EET EEST             | Östeuropeisk tid Östeuropeisk sommartid                                                        | UTC+2 UTC+3       |
|                    | MSK TRT              | Moskvatid Turkisk tid                                                                          | UTC+3             |
|                    | AMT AZT GET          | Armenisk normaltid Azerbajdzjansk normaltid Georgisk tid                                       | UTC+4             |

Georgiskt tid (GET), eller Georgisk normaltid, är den zontid som används i Georgien. Under 1990-talet och början av 2000-talet ändrades tidszonen ett antal gånger fram och tillbaka i förhållande till UTC (koordinerad universell tid), men sedan 27 mars 2005 är den 4 timmar före UTC, UTC+04:00, och man använder inte sommartid.
I IANA:s Time Zone Database anges Georgiens tidszon som Asia/Tbilisi.